# Johann Christian Nesen

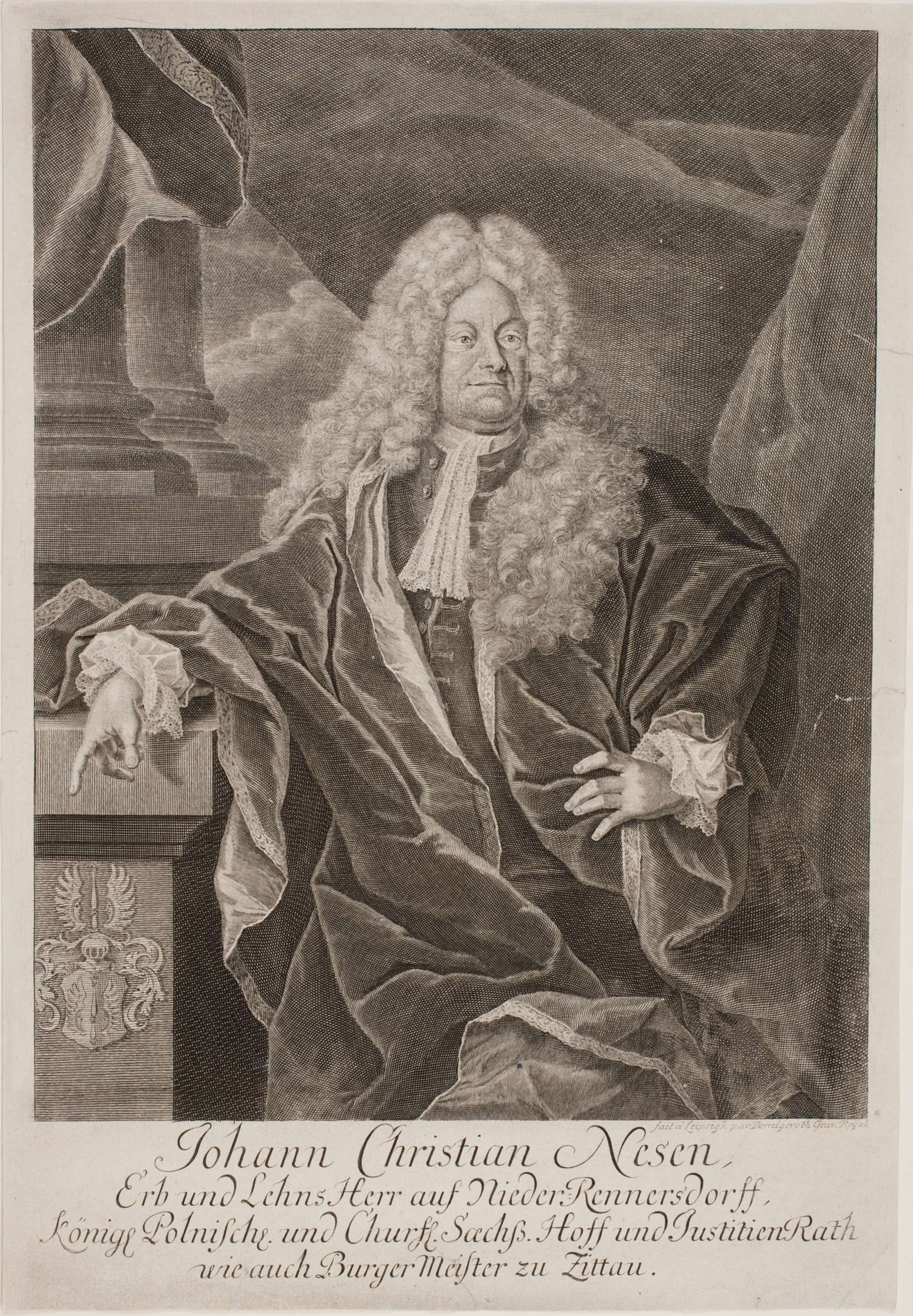
Johann Christian Nesen, Kupferstecher: Martin Bernigeroth

Johann Christian Nesen (* 3. Juni 1653 in Zittau; † 22. Juli 1727) war ein deutscher Jurist, Stadtschreiber, Hof- und Justizrat, Bürgermeister und Stadtrichter in Zittau.

## Leben
Nesen war ein Sohn des Zittauer Stadtrichters Gottfried Nesen (* 7. April 1618; † 18. Februar 1692) und dessen Frau Anna Regina, (geb. Kießling; * 24. August 1625; † 1. Oktober 1694). Sein Großvater war Johann Nesen.
Nesen studierte in Jena Jura. Im Jahr 1675 wurde seine in lateinischer Sprache verfasste Dissertation („proponit Johannes Christianus Nesenus“) Historiam Lusaticam unter dem Vorsitz von Caspar Sagittarius („Praeside Caspare Sagittario“) zu Jena gedruckt. Das Thema der Disputation – die Geschichte der Lausitz – war in der Vergangenheit noch wenig behandelt worden.
Er ging dann nach Leipzig und kehrte in seine Heimat zurück. Im Jahr 1685 wurde Nesen Unterstadtschreiber in Zittau.
Am 13. Januar 1688 heiratete er Johann Philipp Stolls Tochter Johanna Eleonora (* 6. März 1672; † 1689). Sie starb wenige Wochen nach dem Tod ihrer zweijährigen Tochter im Alter von erst 17 Jahren. In zweiter Ehe heiratete er im Jahr 1700 Christiana Sophia, Tochter des Zittauer Kaufmanns und Ratsherren Andreas Noack und dessen Frau Anna Maria, geborener Heinrich. Auch die zwei Söhne aus dieser Ehe verstarben im frühen Kindesalter.
Seit 1698 war Nesen Senator und seit dem Jahr 1699 Schöffe. Im Jahr 1708 wurde er Gerichtsassessor, 1710 Stadtrichter und schließlich im Jahr 1711 Bürgermeister. Der amtierende Bürgermeister Johann Wilhelm Nesen, Johann Christians Bruder, war im Jahr 1711 verstorben. Er wiederholte das Bürgermeisteramt viermal. 1713 wurde er Hof- und Justizrat im Dienste Sachsens und Preußens („K. P. K. S.“).
Er hatte hohe Verdienste um das Kirchen-, Schul- und Armenwesen wie auch für die Ratsbibliothek.
Im Jahr 1718 kaufte Nesen von Johann Nikol von Eberhardt das Gut Niederrennersdorf und war damit Erbherr. Nach seinem Tod erbte seine Witwe Christiane Sophie das Gut, heiratete einen von Carlowitz und vermachte Niederrennersdorf an Christian Siegfried Nesen.

## Schrift
- Historiam Lusaticam (unter dem Vorsitz von Caspar Sagittarius). Jena 1675. (Volltext).